# Физико-географическое районирование Украины

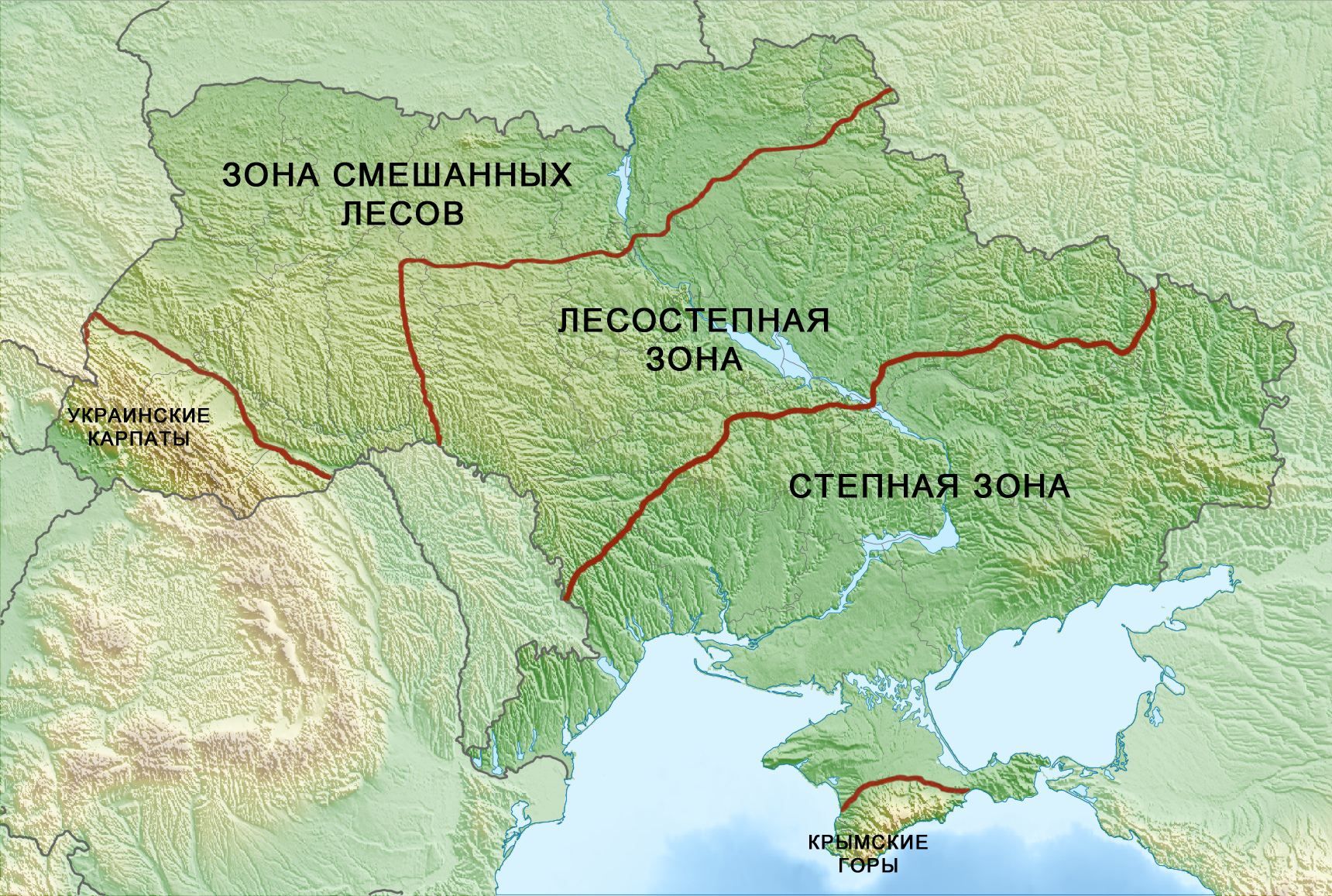
Физико-географическое районирование Украины, включая Крым.

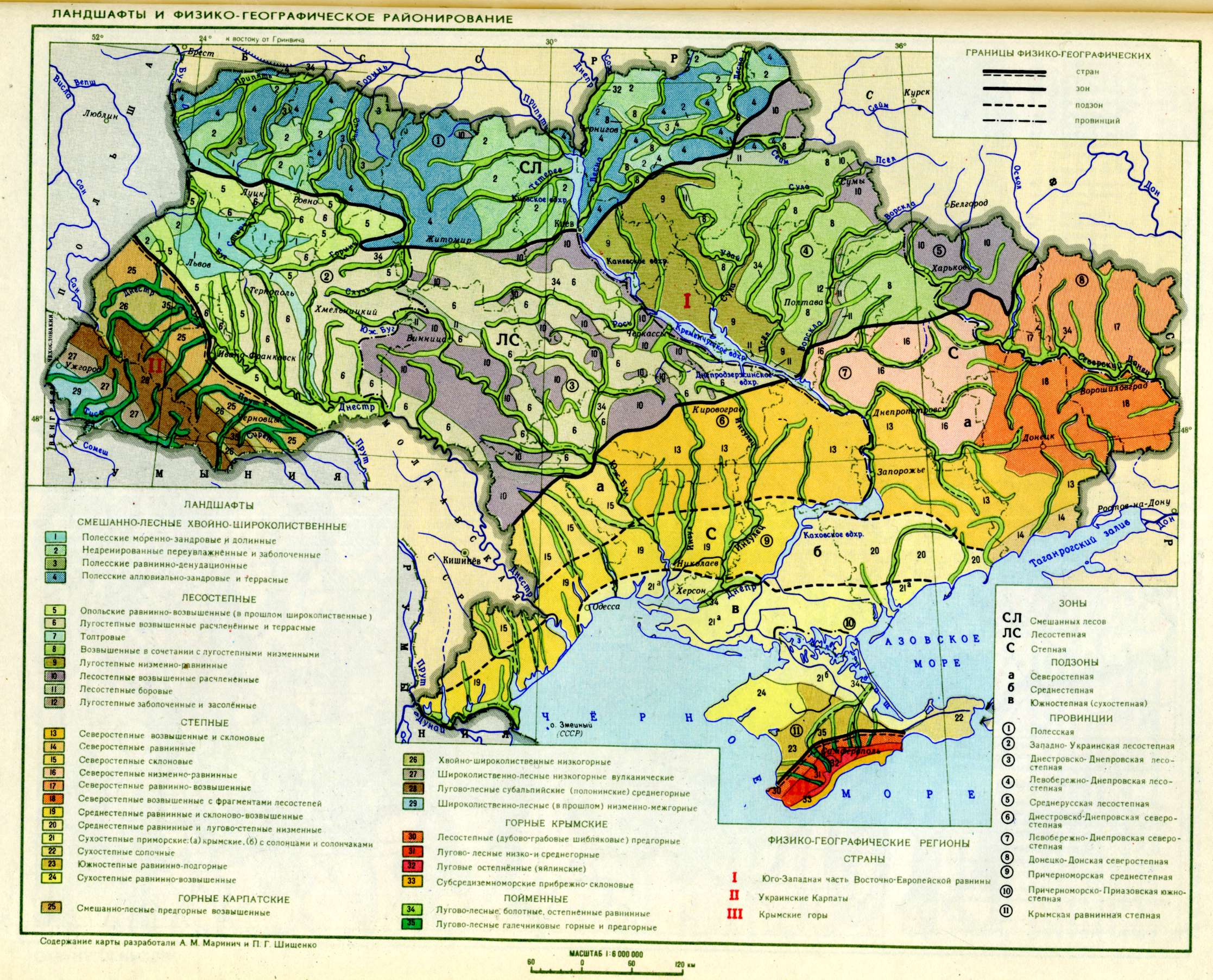
Ландшафты Украины

Физико-географическое районирование Украины — принятое физико-географическое районирование, основанное на делении территории страны по геологическим, геоморфологическим, гидрологическим, почвенным и биогеографическим критериям. Административные и государственные границы при таком районировании не учитываются.
Украинские Карпаты расположены в Закарпатской области и значительной части Ивано-Франковской, Львовской и Черновицкой областей. Зона смешанных лесов занимает бо́льшую часть Волынской, Ровенской, Житомирской и Черниговской, а также часть районов Львовской, Хмельницкой, Киевской и Сумской областей. Лесостепь занимает Тернопольскую, Хмельницкую, Винницкую, Полтавскую, Черкасскую и Харьковскую области, южную половину Львовской, Волынской, Ровенской, Житомирской, Киевской и Черниговской, бо́льшую часть Сумской, и северную часть Одесской и Кировоградской областей, частично Ивано-Франковскую и Черновицкую области. Степная зона охватывает Одесскую, Николаевскую, Херсонскую, Днепропетровскую, Запорожскую, Донецкую, Луганскую, южные районы Кировоградской и Харьковской областей и равнинной части Крымского полуострова.

## Комментарии
1. 1 2  Бо́льшая часть Крымского полуострова  является объектом территориальных разногласий между Россией, контролирующей спорную территорию, и Украиной, в пределах признанных большинством государств — членов ООН границ которой спорная территория находится.